# Ceili McCabe
Ceili McCabe, född 17 september 2001, är en friidrottare från Kanada. Hon deltog vid olympiska sommarspelen 2024.